# Maison de Carrare
Pour les articles homonymes, voir Carrare et da Carrara.

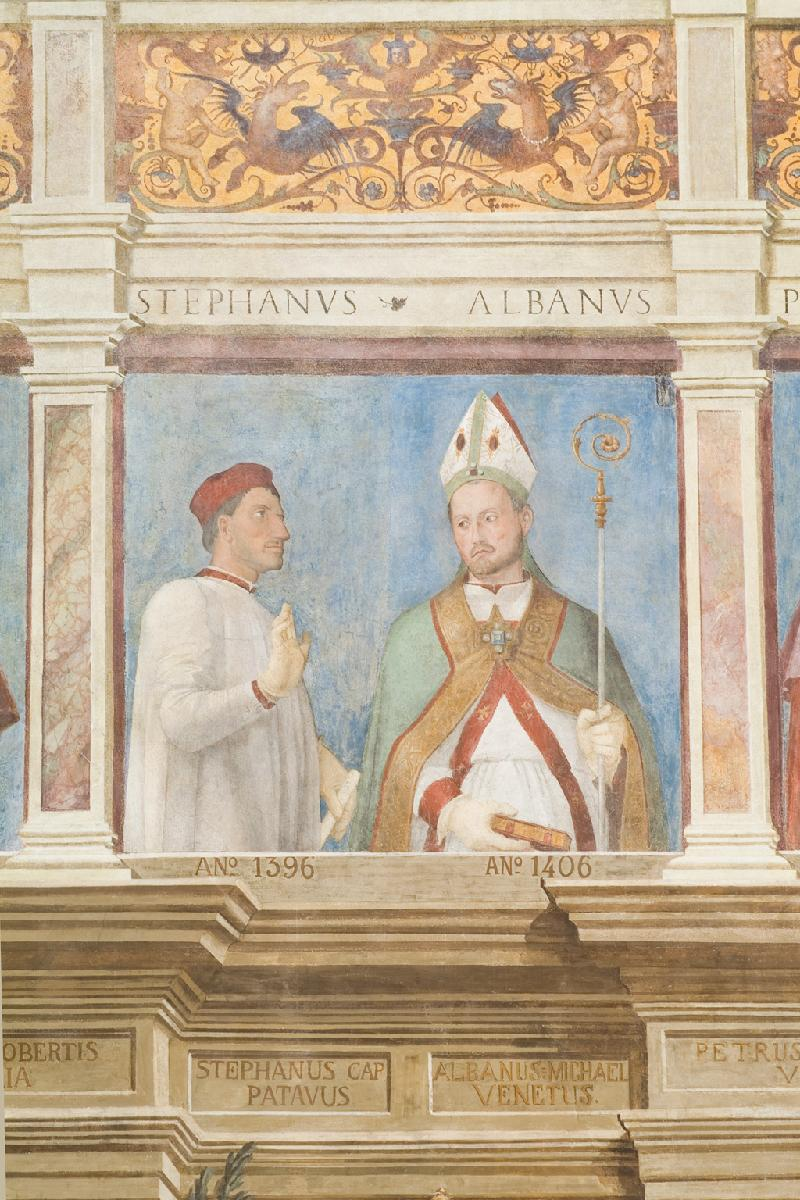
Évêques de Padoue - Stefano Carrara et Albano Michiel - Palais épiscopal - Padoue

La Maison de Carrare (en italien : da Carrara) est une famille italienne guelfe active entre le Xe et le XVe siècle qui exerça le pouvoir souverain à Padoue de 1318 à 1405.

## Personnalités
- Jacopo de Carrara
- Marsilio da Carrara
- Ubertino da Carrara
- Marsilietto da Carrara
- Jacopo II da Carrara
- Giacomino da Carrara
- Francesco da Carrara
- Francesco II da Carrara